# Густав Кніттель
Густав Кніттель (нар. 27 листопада 1914, Новий Ульм, Вюртемберзьке королівство, Німецька імперія — пом. 30 червня 1976, Ульм, Баден-Вюртемберг, ФРН) — німецький офіцер, штурмбанфюрер 1-ї танкової дивізії Лейбштандарте-СС «Адольф Гітлер». Воєнний злочинець, який віддав наказ стратити вісьмох американських військовополонених, за що був засуджений до довічного ув'язнення, проте звільнений у 1953 році.

## Життєпис

### Раннє життя
Народився 27 листопада 1914 року і місті Новий Ульм в Німецькій імперії. 15 квітня 1933 року вступив добровольцем до лав СС, а 1 травня 1933 року — до НСДАП. У серпні 1934 року вступив до воєнізованого формування НСДАП, з якого потім сформували Ваффен-СС.
1 жовтня 1937 року Кніттель вступив до Юнкерського училища СС у Бад-Тельці як кандидат на посаду офіцера СС і успішно склав випускні іспити 28 липня 1938 року. Згодом Кніттель був відправлений на курси командирів взводів до тренувального табору СС Дахау, розташованого поруч із сумнозвісним концентраційним табором Дахау. 9 листопада 1938 року він отримав звання унтерштурмфюрера СС.
У складі полку 2-ї танкової дивізії СС «Дас Райх» брав участь в окупації Судетської області після Мюнхенської угоди. Кніттель служив у різних підрозділах СС, а згодом став ад'ютантом резервного батальйону СС «Ельванген» у серпні 1939 року.

### Друга світова війна
У складі 1-ї танкової дивізії Лейбштандарте-СС «Адольф Гітлер» брав участь у битві за Францію, а згодом у тій самій дивізії був призначений командиром важкої роти.
Після участі в нападі Німеччини на Югославію та окупації Греції брав участь в операції «Барбаросса», німецькому вторгненні до Радянського Союзу. Кніттель очолював свою роту під час наступу дивізії на Житомир і був поранений 11 липня 1941 року. Після одужання відправлений до тренувального табору СС Дахау, де був нагороджений Залізним хрестом I класу й повернувся до своєї роти в листопаді того ж року.

#### Битва за Харків
У березні 1942 року Кніттель був призначений командиром роти бронетанкової напівгусеничної роти в розвідувальному батальйоні 1-ї танкової дивізії Лейбштандарте-СС «Адольф Гітлер». Кніттель очолював роту під час третьої битви за Харків і відзначився в період з 2 по 4 лютого 1943 року. 2 лютого 1943 року він отримав наказ очолити спеціальну бойову групу і просунутися в тил ворога, щоб прикрити відступ 298-ї піхотної дивізії. 2 лютого 1943 року він вийшов на зв'язок з піхотною дивізією в Шевченковому і був відрізаний наступаючою Червоною армією, проте зі своєю бойовою групою і групою солдатів Вермахту пробився назад до німецьких сил.
Коли розвідувальний батальйон знову потрапив в оточення в Олексіївці, 13 лютого Кніттель очолив одну з контратак проти Червоної армії.
15 лютого інші німецькі воєначальники, Курт Меєр і Макс Вюнше, хотіли дістатися німецьких позицій, що утримувалися командувачем 1-го панцергренадерського полку Фріцем Віттом. Кніттель зі своєю ротою був відправлений до Береки для розвідки запланованого маршруту, де виявив, що Берека зайнята Червоною армією, і в наступній атаці був поранений. Наступного дня об'єднана бойова група Мейєра і Вюнше досягла Єфремівки.

#### Масові розстріли
Українські джерела, в тому числі свідок Іван Кисельов, якому на момент розстрілу було 14 років, вказують на масові вбивства цивільних у селах Єфремівка та Семенівка 17 лютого 1943 року. 12 лютого дивізія зайняла села, де відступаючі війська Радянської армії поранили двох есесівців. У відповідь, через п'ять днів, війська дивізії вбили 872 чоловіків, жінок і дітей. Близько 240 з них спалили живцем у церкві Єфремівки. Натомість Кніттель не міг брати участі в цій різанині. Звіти про втрати дивізії та його медична картка, яку зберігає Deutsche Dienststelle (WASt), німецьке державне агентство, свідчать про те, що через кульове поранення в стегно, яке дістав під Берекою 15 лютого, він був шпиталізований у Краснограді 16 лютого 1943 року, а 18 лютого переведений до польового шпиталю в Полтаві.

#### Арденнська операція
Після наказу Вільгельма Монке повернувся до своєї дивізії. 13 грудня 1944 року Кніттель прибув до штабу дивізії під Емскірхеном, де попросив Монке передати Емілю Вавжинеку командування 1-м розвідувальним батальйоном СС 1-ї танкової дивізії. Вавжинек очолював батальйон від часу його повернення з Франції і протягом останніх місяців відновив його, але наступного дня Монке наполіг на тому, щоб Кніттель очолив посилений батальйон, який стане його швидкою групою.
Того ж дня, 14 грудня, Кніттель був проінформований про майбутню Арденнську операцію — німецьку спробу прорвати американську оборону і розділити союзні війська навпіл. 1-а танкова дивізія Лейбштандарте-СС «Адольф Гітлер» як передовий загін 6-ї танкової армії групи Йозефа Дітріха мав іти за бойовими групами Йоахіма Пайпера і Макса Гансена, а потім, використовуючи свою швидкість, захопити міст через річку Маас на південь від Льєжа, що дозволило б дивізії рухатися в напрямку Антверпена.
15 грудня Кніттель пройшов додатковий інструктаж у штабі Германа Прісса, командира 1-го СС-панцеркорпусу, під час якого йому представили Отто Скорцені та розкрили деталі операції «Грейф». Після цієї зустрічі Кніттель поїхав на командний пункт свого батальйону в Глаадті, щоб передати накази та деталі командирам своїх рот.
Наступ розпочався наступного дня, 16 грудня 1944 року. Спочатку Кніттель швидко просувався по слідах Пайпера і Гансена без контакту з ворогом через Гальшлаг, Мандерфельд, Гольцгайм, Гонсфельд, Геппенбах, Амель і Борн. 17 грудня розвідувальна група швидкої групи Кніттеля вбила одинадцять афроамериканських солдатів 333-го артилерійського батальйону у Вереті. 18 грудня стало зрозуміло, що Пайпер досяг свого найбільшого результату, і Монке наказав Кніттелю слідувати за цією бойовою групою.
Після короткої зустрічі з Гансеном у Рехті Кніттель вирушив до Ставелота. Залишивши інструкції командирам своїх рот, опівдні Кніттель перетнув міст через річку Амбльов у Ставелоті, щоб зв'язатися з Пайпером у Ла-Гліз. Частини його бойової групи слідували за ним протягом дня і раннього вечора, але американська 30-та піхотна дивізія відвоювала північну частину міста, заблокувавши шлях просування решти групи Кніттеля і бойової групи Рудольфа Зандіга.
Наступного дня, 19 грудня, Монке наказав Кніттелю та частинам його швидкої групи, яким вдалося досягти Ла-Гліз, повернутися до Ставелота, щоб відбити місто і відкрити шлях наступу, який також був важливим для постачання бойової групи Пайпера паливом та боєприпасами. Кніттель облаштував свій командний пункт на захід від Ставелота. Контратака, яку він розгорнув, провалилася, і того ж дня члени його батальйону вбили цивільних у Труа-Понт, Парфондрю, Ренармон і Ставело. Того ж вечора американці зруйнували міст у Ставело.
Посилення тиску з боку американських військ зупинило просування дивізії, а подальші спроби Кніттеля та Зандіга відвоювати Ставело зазнали невдачі, в той час як Пайпер зупинився в Ла-Гліз. Частини швидкої групи Кніттеля на західному березі річки Амбльов опинилися в пастці між Ставело і Труа-Понт. 20 грудня американська оперативна група з 3-ї бронетанкової дивізії атакувала позиції Кніттеля з боку Труа-Понт, але була зупинена танком Тигр-II і кількома протитанковими гарматами, розташованими біля Пті-Спай. Того ж вечора підрозділи 82-ї повітряно-десантної дивізії зайняли позиції біля Пті-Спай і відрізали дорогу на Ванне. 21 грудня частини 3-ї бронетанкової дивізії витіснили швидку групу Кніттеля з її позицій у Штер, але частини групи Гансена вночі досягли Пті-Спай, і їхня контратака відкинула 82-гу повітряно-десантну дивізію назад до Труа-Понт. 22 грудня силами 30-ї піхотної Кніттель і його війська були відкинуті з їхніх позицій на західній околиці Ставелота.
Коли стало зрозуміло, що до річки Маас не дістатися, 23 грудня Пайпер вирішив покинути свої сили й тікати через ліс, щоб уникнути полону. Він залишив Ла-Гліз із рештою бійців, а через 36 годин досяг німецьких позицій спочатку у Пті-Спай, а потім у Ванне. Рано вранці 25 грудня Кніттель відбив свої позиції на західному березі річки Амбльов і відвів своїх людей до Ванне. Там дивізія перегрупувалася, перш ніж рушити в район Бастоні. Кінцевою точкою в Арденнській наступальній операції для Кніттеля стала шпиталізація з важким пораненням і контузією, коли 31 грудня 1944 року літаки американської 9-ї тактичної авіації розбомбили його командний пункт під Вієльсальмом.

## Після війни

### Судове провадження
У травні 1945 року Кніттель повернувся до своєї сім'ї в Новий Ульм, але незабаром вирішив сховатися на фермі поблизу Штутгарта. Пізніше того ж року він повернувся до рідного міста, але під час зустрічі з дружиною 5 січня 1946 року його схопили агенти Корпусу контррозвідки (КДК) Мішель Томас і Теодор Краус. Кніттеля затримали й допитали в Ульмі. Пізніше Кніттель стверджував, що охоронці Мішеля Томаса піддавали його фізичному насильству, що той заперечував.
У березні Кніттеля перевели до Швабіш-Галлю, де тримали Пайпера та інших підозрюваних у вбивстві цивільних у Мальмеді. Кніттель і його швидка група не брали участі в різанині в Мальмеді, оскільки в той час вони перебували на більш південному напрямку. Однак Кніттеля допитали про воєнні злочини в районі Ставело. Кніттель зізнався, що 21 грудня 1944 року він наказав убити вісьмох американських військовополонених на командному пункті своєї важкої роти біля Пті-Спей, на схід від Труа-Понт. Після зізнання (і хоч він «повністю очікував і приймав те, що його незабаром стратять») Кніттеля засудили до довічного ув'язнення 16 липня 1946 року під час судового процесу у справі про різанину в Мальмеді.
Кніттель і його адвокати негайно подали запит до Ради з перегляду воєнних злочинів з проханням про повторний розгляд його справи. Він відмовився від своїх свідчень і, як і решта обвинувачених, поскаржився, що допити включали психологічні тортури. Кніттель стверджував, що йому погрожували передати його бельгійцям і що слідчі припускали, що підписання зізнання було вибором між справедливим американським правосуддям і бельгійською помстою. Кніттель скаржився, що його адвокатам не дозволили використати військові щоденники американських підрозділів, які протистояли його групі під час Арденнської операції, щоб довести, що жоден американський солдат не був убитий того дня й у тому місці, які він вказав у своєму зізнанні. Однак військовий щоденник 82-ї повітряно-десантної дивізії показує, що 21 грудня 1944 року під час бою між підрозділами групою Кніттеля і 505-го парашутно-піхотного полку між Труа-Понт і Пті-Спей німці захопили в полон групу солдат з восьми осіб менш ніж за півтора кілометра від командного пункту, що Кніттелем вказав у його зізнанні.

### Звільнення і подальше життя
Не знаючи про зміст військового щоденника 82-ї повітряно-десантної дивізії, у березні 1948 року орган, що переглядав справу, скоротив вирок до 15 років ув'язнення. У травні 1948 року Рада з перегляду воєнних злочинів № 4 відхилила заяву про те, що під час судового процесу над Кніттелем були допущені порушення, але після висновків Комітету Сенату США з питань збройних сил його вирок скоротили до 12 років ув'язнення. Кніттеля звільнили з Ландсберзької в'язниці 7 грудня 1953 року за різдвяною амністією.
Після звільнення Кніттель працював продавцем автомобілів Opel в Ульмі, поки проблеми зі здоров'ям, зокрема кілька зупинок серця, не змусили його піти на пенсію в 1970 році. Кніттель помер 30 червня 1976 році в лікарні міста Ульм.

## Кар'єра

### Командування
- Ад'ютант резервного батальйону СС «Ельванген»: 26 серпня 1939 — травень 1940.
- Командир взводу 15-ї роти 1-ї танкової дивізії Лейбштандарте-СС «Адольф Гітлер», 15 травня — 19 серпня 1940.
- Командир 4-ї роти 1-го розвідувального батальйону 1-ї танкової дивізії Лейбштандарте-СС «Адольф Гітлер», 19 серпня 1940 — березень 1942.
- Командир 3-ї роти 1-го розвідувального батальйону 1-ї танкової дивізії Лейбштандарте-СС «Адольф Гітлер», березень 1942 — квітень 1943.
- Командир 1-го танкового розвідувального батальйону 1-ї танкової дивізії Лейбштандарте-СС «Адольф Гітлер», 22 квітня 1943 — серпень 1944.
- Командир польового резервного батальйону 1-ї танкової дивізії Лейбштандарте-СС «Адольф Гітлер», листопад 1944 — 12 грудня 1944.
- Командир 1-го танкового розвідувального батальйону 1-ї танкової дивізії Лейбштандарте-СС «Адольф Гітлер», 14 грудня 1944 — 31 грудня 1944.

### Нагороди
- Почесна шпага рейхсфюрера СС;
- Медаль «У пам'ять 1 жовтня 1938 року» (листопад 1939);
- Залізний хрест II класу (13 червня 1940);
- Чорний нагрудний знак «За поранення» (19 червня 1940);
- Штурмовий піхотний знак II ступеня (3 жовтня 1940);
- Залізний хрест I класу (14 вересня 1941);
- Перстень «Мертва голова» (12 листопада 1941);
- Медаль «За зимову кампанію на Сході 1941/42» (1942);
- Срібний нагрудний знак «За поранення» (липень 1943);
- Нагрудний знак ближнього бою III ступеня (7 вересня 1943);
- Золота медаль Військового ордену Німецького хреста (23 січня 1944);
- Лицарський хрест Залізного хреста (4 червня 1944);
- Нагрудний знак ближнього бою II ступеня (13 жовтня 1944);
- Нагрудний знак ближнього бою I ступеня (13 жовтня 1944).